# Herm (Insel)
| Flagge von Herm | Wappen von Herm |
| Flagge          | Wappen          |

Herm ist eine Kanalinsel und gehört zur Vogtei (bailiwick) Guernsey. Die Kanalinseln sind weder Teil des Vereinigten Königreichs noch Kronkolonien, sondern als Kronbesitzungen (engl. crown dependencies: Vogteien Guernsey und Jersey) der britischen Krone unterstellt.

## Geographie
Die Insel mit einer Bevölkerung von (zusammen mit der Nachbarinsel Jethou) 79 Einwohnern (2015) ist 2,4 Kilometer lang und weniger als 800 Meter breit. Die nördliche Hälfte besitzt Sandstrände, während die südliche felsig ist. Die steil aufragenden Klippen im Süden erreichen Höhen von 70 Metern. Die Insel Jethou liegt unmittelbar südlich. Kleine Nebeninseln und Felsen meist wenige hundert Meter von der Küste sind Meulettes, Moulinet (Süden), Selle Rocque, Putrainez (Südosten), Caquorobert (Osten), Les Jacquets (Nordosten) und Hermetier (Westen).

## Wirtschaft und Verkehr
Wie auf der Nachbarinsel Sark sind PKW auf der 150 Hektar großen Insel nicht gestattet, zusätzlich auch Fahrräder nicht. Das Verbot wird aber umgangen, indem man mit Traktoren und Rasenmähern fährt. Die Haupteinnahmequelle ist der Tourismus. Weitere Einkünfte werden mit dem Anbau von Gemüse und der gelegentlichen Herausgabe von eigenen Briefmarken erzielt.
Die Insel ist von Guernsey aus per Linienschiff erreichbar.
Die Pacht der Insel war bis Mitte 2008 im Besitz von Adrian Heyworth. Neue Pächter sind John und Julia Singer, die seit 1990 auf Guernsey leben.
Am 17. Mai 2008 berichtete die BBC, dass die Pächter die verbleibenden 40 Jahre ihres Pachtvertrags mit einer Preisvorstellung von 15.000.000 £ zum Verkauf angeboten hatten. Innerhalb von vier Tagen gab es mehr als 50 potenzielle Käufer. Im September 2008 wurde bekannt gegeben, dass Starboard Settlement, eine Treuhandgesellschaft, den verbleibenden Teil des Pachtvertrags zu einem Preis erworben hatte, der deutlich unter der Preisvorstellung lag. Die Treuhandgesellschaft gründete ein Unternehmen mit Sitz in Guernsey, Herm Island Ltd, um die Insel für die Treuhänder zu verwalten.
Im Jahr 2013 scheiterten die Verhandlungen über eine Verlängerung des Pachtvertrags um 21 Jahre. Das Angebot wurde später auf 2,44 Millionen Pfund reduziert. Im Jahr 2023 wurde der Pachtvertrag mit dem Starboard Settlement Charitable Trust für eine nicht genannte Summe bis 2069 verlängert.

## Geschichte
Herm war bereits während der Jungsteinzeit besiedelt; auf der Insel wurde die prähistorische Grabkammer The Common entdeckt. Im 6. Jahrhundert wurde hier ein Kloster errichtet. Der Name 'Herm' ist möglicherweise von den Einsiedlern (englisch hermits) abgeleitet. Eine andere Möglichkeit ist die Ableitung vom altnordischen 'erm', da die Insel die Form eines Armes hat. Im Jahr 709 wütete ein derart heftiger Sturm, dass das flache Landstück zwischen Herm und Jethou fortgeschwemmt wurde und aus einer Insel zwei wurden.
Im Jahr 933 wurden die Kanalinseln vom Herzogtum Normandie annektiert. Nach der Eroberung Englands im Jahr 1066 wurden sie dem englischen Königshaus unterstellt. Auch nachdem die Engländer im Jahr 1204 die Normandie verloren, blieben die Kanalinseln im Besitz der englischen Krone. In der Folge verließen die Mönche nach und nach die Insel. Zwischen 1570 und 1737 diente Herm als Jagdgebiet der Gouverneure von Guernsey.
Während des 19. Jahrhunderts wurde in einem Steinbruch Granit abgebaut, um auf den anderen Kanalinseln Befestigungsanlagen zu bauen. Die Insel wurde von der Krone an Privatleute verpachtet (darunter 1920–1923 an Compton Mackenzie) und war üblicherweise nicht zugänglich. Auch der deutsche Fürst Gebhard von Blücher lebte seit 1907 mit seiner Frau Evelyn Stapleton-Bretherton auf der Insel. Erst nach der Kriegserklärung (14. August 1914) zum Ersten Weltkrieg waren die Blüchers gezwungen, nach Deutschland zu übersiedeln.
Vor dem Ersten Weltkrieg wurde hier vom damaligen Mieter eine Kolonie von Wallabys ausgesetzt; keines der Tiere überlebte. Die deutsche Wehrmacht hielt die Insel während des Zweiten Weltkrieges besetzt.

## Verwaltung
Verwaltungsmäßig ist Herm ebenso wie die benachbarte kleinere Insel Jethou ein Teil der Gemeinde (parish) Saint Peter Port und zählt mit dieser zum Wahlbezirk Saint Peter Port South. Sie gehört jedoch zu keinem der vier cantons von Saint Peter Port.